# Хатаніш
Хатаніш — цар (лугаль) шумерського міста Хамазі. Його правління припадало приблизно на XXV століття до н. е. Був єдиним відомим представником своєї династії.
Відповідно до шумерського епосу Хатаніш був удачливим полководцем і захопив більшу частину Межиріччя. Зазнав поразки від Ухтуба — енсі Кіша й відступав на північ.